# La Francheville
La Francheville é uma comuna francesa na região administrativa de Grande Leste, no departamento das Ardenas. Estende-se por uma área de 6,79 km². Em 2010 a comuna tinha 1 719 habitantes (densidade: 253,2 hab./km²).